# Warlords Battlecry III
Warlords Battlecry III – strategiczna gra czasu rzeczywistego z elementami gry fabularnej, stworzona przez Infinite Interactive jako sequel Warlords Battlecry II. Gra została wydana 25 czerwca 2004. Celem gry jest stworzenie własnego bohatera, rozbudowa królestwa i walka z przeciwnikiem.

## Rozgrywka
Akcja gry toczy się w świecie Etheria. W Warlords Battlecry III gracz tworzy i rozwija bohatera, a podczas rozgrywki kieruje nim, tak jak w grach fabularnych. Jednocześnie gracz wznosi budynki i szkoli jednostki bojowe, co jest cechą gier strategicznych. Gracz toczy bitwy z przeciwnikiem komputerowym w trybie gry jednoosobowej, bądź z innymi ludźmi za pomocą Internetu lub sieci LAN.

## Odbiór
Gra została przyjęta ciepło przez krytyków.